# Ángel Chiclana
Ángel Chiclana Cardona (Siviglia, 1935 – Madrid, 12 settembre 1998) è stato un italianista e traduttore spagnolo.
Fu professore di letteratura italiana all'Università Complutense di Madrid.
Scrisse il saggio Las fuentes italianas de la hermosura de Angélica en la "Jerusalén conquistada" de Lope de Vega (1971), edizioni critiche della Divina Commedia e El retrato de la Loçana Andaluza, e diverse traduzioni di Pietro Aretino.
Tradusse anche la Divina Commedia, mettendola in prosa.